# باكو بغداد (مسلسل)
باكو بغداد مسلسل تلفزيوني عراقي، من إخراج علي عباس، وتأليف محمد خماس. شارك في المسلسل عددًا من الفنانين، منهم: جواد الشكرجي، محسن العلي، كلوديا حنا، عامر العمري، نادية العراقية، وغيرهم.

## وصلات خارجية
- صفحة مسلسل باكو بغداد على موقع السينما.كوم.